# Унщрут-Хайних
Унщрут-Хайних (на немски: Unstrut-Hainich) е окръг в провинция Тюрингия, Германия, с площ 975,5 км2 и население 108 040 души  (2011). Административен център е град Мюлхаузен.